# Helicella mariae
Helicella mariae é uma espécie de gastrópode  da família Hygromiidae.
É endémica de Espanha.